# سیاست ویتنام
سیاست ویتنام با چارچوب جمهوری سوسیالیستی تعریف می‌شود که در نهایت توسط یک حزب  کنترل می‌شود. رئیس‌جمهور ویتنام رئیس کشوراست و نخست‌وزیر ویتنام رئیس حکومتاست، هر دوی آنها مجزا از دبیرکل حزب کمونیست ویتنام است که رهبری حزب کمونیست ویتنام را بر عهده دارد و رئیس دفتر سیاسی است. به قدرت اجرایی توسط دولت و رئیس‌جمهور ویتنام اعمال می‌شود. قدرت قانونگذاری در اختیار مجمع ملی ویتنام است (ویتنامی: Quốc hội Việt Nam) قوه قضائیه مستقل از قوه مجریه است. پارلمان ویتنام قانون اساسی فعلی ویتنام، که پنجمین قانون اساسی آن است را در ۲۸ نوامبر ۲۰۱۳ تصویب کرد.
نظام سیاسی ویتنام اقتدارگرایانه است, و آزادی اجتماع, آزادی انجمن, آزادی بیان, آزادی رسانه و آزادی ادیان و نیز کنشگری جامعه مدنی شدیداً محدود است. هیچ رهبر ملی که آزادانه انتخاب شود وجود ندارد، مخالفان سیاسی سرکوب می شوند، همه فعالیت های مذهبی توسط حزب کمونیست ویتنام کنترل می شود، و مخالفت مجاز نیست و حقوق مدنی محدود می شود. انتخابات ها در ویتنام تحت نظام سیاسی اقتدارگرایانه تک حزبی برگزار می شوند. ویتنام در زمره معدود دیکتاتوری های معاصر به رهبری حزب است که هیچ انتخابات مستقیمی در سطح ملی برگزار نمی کند. ماهیت رقابتی انتخابات ها شدیداً توسط انحصار حزب کمونیست بر قدرت در ویتنام، محدودیت ها بر آزادی بیان و مداخله حکومت در انتخابات ها محدود می شود.
رئیس‌جمهور (Chủ tịch nước) توسط مجمع ملی برای یک دوره پنج ساله انتخاب می‌شود و به عنوان فرمانده کل نیروهای مسلح خلق ویتنام و رئیس شورای دفاع و امنیت عمل می‌کند. علاوه بر این، رئیس‌جمهور حق تصمیم‌گیری در مورد امور اجرایی را دارد. حکومت (Chính phủ)، قدرت اصلی دولتی اجرایی ویتنام، توسط نخست‌وزیر اداره می‌شود، که دارای چندین معاون نخست‌وزیر و چندین وزیر مسئول فعالیتهای خاص است. قوه مجریه مسئول اجرای فعالیتهای سیاسی، اقتصادی، فرهنگی، اجتماعی، دفاعی ملی، امنیتی و خارجی دولت است. مجمع ملی یک نهاد قانونگذاری تک مجلسی است. مجمع ملی دارای ۵۰۰ عضو است که با رای مردم برای دوره‌های چهار ساله انتخاب می‌شوند. طبق قانون اساسی، قوه مقننه بالاترین نهاد دولت است. اختیارات آن شامل تصویب و اصلاح قانون اساسی و قوانین است. تصویب بودجه دولت؛ نظارت بر دولت ویتنام و سایر دارندگان اختیارات عمومی پاسخگو به مجمع ملی و تعیین اعضای قوه قضائیه. قانون اساسی و قانون ویتنام برای انتخابات ریاست جمهوری جمهوری سوسیالیستی، مجلس شورای ملی و شوراهای خلق انتخابات منظمی را پیش‌بینی کرده‌است.
ویتنام دارای یک سیستم قضایی است که بر اساس قانون اساسی ویتنام و قوانین ملی تصویب شده توسط مجمع ملی اداره می‌شود. دیوان عالی خلق (Tòa án Nhân dân Tối cao) عالی‌ترین دادگاه تجدیدنظر در ویتنام است. دادگاه‌های تخصصی دیگری در ویتنام از جمله دادگاه نظامی مرکزی، دادگاه کیفری، دادگاه مدنی و دادگاه تجدید نظر وجود دارد. دادستانی عالی خلق بر اجرای ارگانهای دولتی نظارت می‌کند و اطمینان می‌دهد که شهروندان ویتنامی از قانون پیروی می‌کنند.

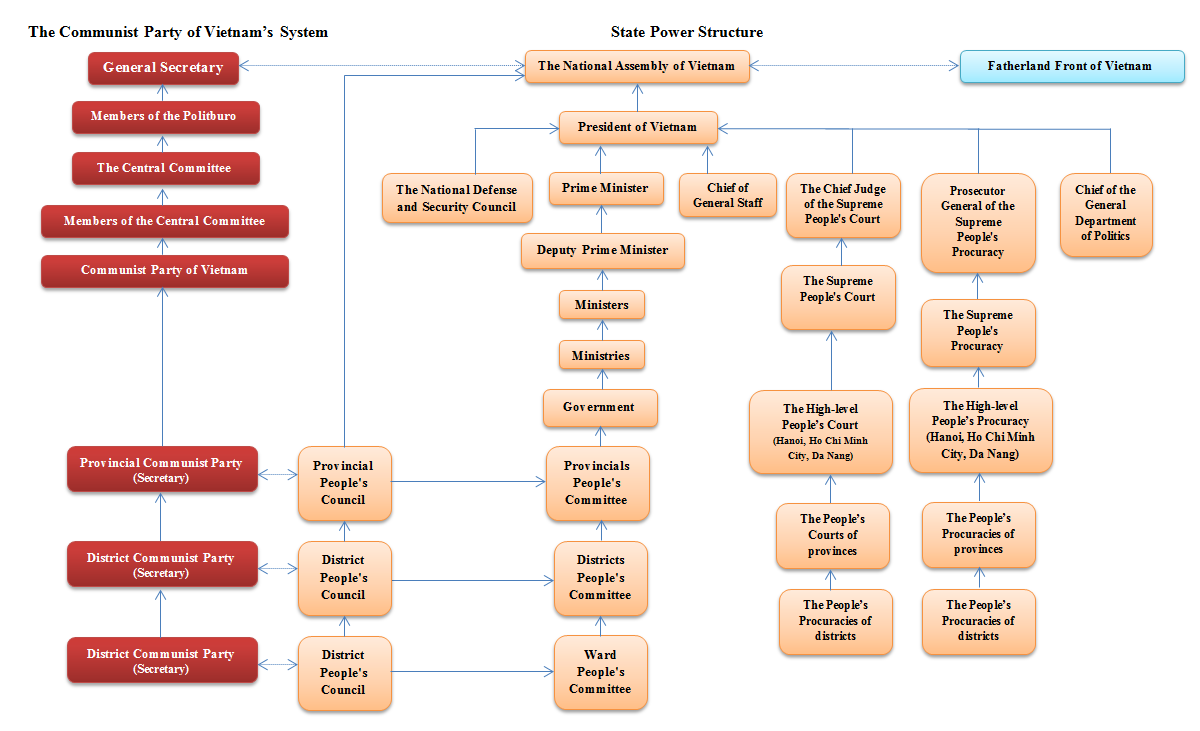
ساختار سیاسی در ویتنام

## چارچوب حقوقی
ویتنام یک جمهوری سوسیالیستی تک حزبی است. دولت فعلی ویتنام نسب مستقیم خود را به جمهوری دموکراتیک ویتنام (ویتنام شمالی) و انقلاب ۱۹۴۵ اوت به رهبری هو شی مین بازمی‌گرداند. قانون اساسی فعلی در ۲۸ نوامبر ۲۰۱۳ توسط مجمع ملی ویتنام به تصویب رسید. چهار قانون اساسی دیگر در تاریخ ویتنام وجود داشته‌است: قانون اساسی ۱۹۴۶، ۱۹۵۹، ۱۹۸۰ و ۱۹۹۲. حزب کمونیست ویتنام، ارگان اصلی غیردولتی، مطابق قوانین عمل می‌کند. اختیارات دولتی در ویتنام به قوه مقننه، مجریه و قضائیه تقسیم می‌شود. بر اساس اصل ۱۲ قانون اساسی ، نظام حقوقی ویتنام مبتنی بر قانونی بودن سوسیالیستی است.

## ایدئولوژی دولتی

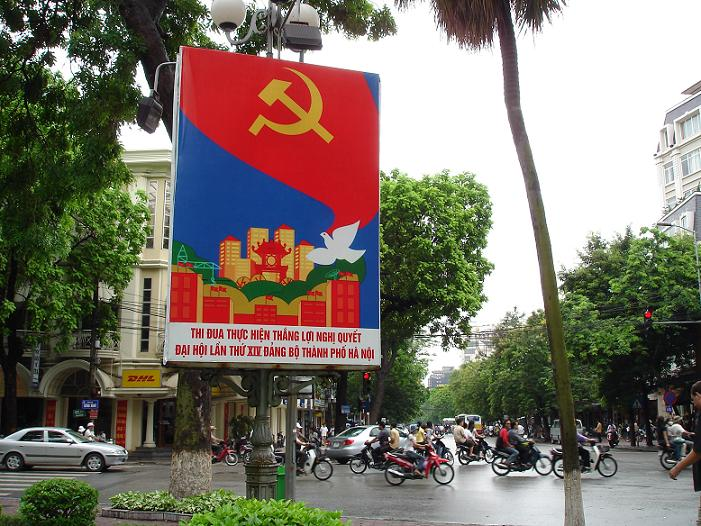
پوستر حزب کمونیست در هانوی

ویتنام یک جمهوری سوسیالیستی با نظام تک حزبی به رهبری حزب کمونیست ویتنام (CPV) است. CPV از مارکسیسم - لنینیسم و اندیشه هوشی مین، افکار هو شی مین فقید پیروی می‌کند. این دو ایدئولوژی به عنوان یک پایه ایدئولوژیک محکم عمل می‌کنند و به عنوان راهنمای فعالیت‌های حزب و دولت عمل می‌کنند. طبق قانون اساسی، ویتنام «در دوره گذار به سوسیالیسم» است. مارکسیسم - لنینیسم در دهه ۱۹۲۰ و ۱۹۳۰ به ویتنام معرفی شد و فرهنگ ویتنامی تحت لوای میهن‌پرستی و مارکسیسم - لنینیسم هدایت شد. اعتقادات هوشی مین در طول زندگی او و چه به سرعت پس از مرگ او سازمان نیافت. زندگینامه ترونگ شینه در مورد «رئیس هو» در سال ۱۹۷۳ بر سیاست‌های انقلابی وی تأکید داشت. افکار هو شی مین در سال ۱۹۸۹ تحت رهبری نگوین وین لین سازمان یافته شد.  اندیشه هو شی مین، در کنار مارکسیسم - لنینیسم، در سال ۱۹۹۱ به ایدئولوژی رسمی CPV و دولت تبدیل شد.  ادعای مشروعیت CPV پس از فروپاشی کمونیسم در ۱۹۸۹ و انحلال اتحاد جماهیر شوروی طبق گفته سوفی کوئین-جاج، در سال ۱۹۹۱ با تعهد به افکار هو شی مین حفظ شد. .  به گفته پیر بروشو، نویسنده کتاب هوشی مین: بیوگرافی، ایدئولوژی دولت کنونی اندیشه هو شی مین است و مارکسیسم - لنینیسم نقش ثانویه ایفا می‌کند.  در حالی که برخی ادعا می‌کنند که تفکر هو شی مین به عنوان پرده ای برای رهبری حزب استفاده می‌شود، زیرا طبق این نسخه، اعتقاد به کمونیسم را متوقف کرده‌اند، برخی دیگر معتقدند این امر با توجه به اینکه هو شی مین از حامیان مشتاق دیکتاتوری پرولتاریا بود، صحت ندارد. دیگران اندیشه هو شی مین را یک اصطلاح چتری سیاسی می‌دانند که وظیفه اصلی آن قاچاق ایده‌ها و سیاست‌های غیر سوسیالیستی بدون به چالش کشیدن قانونی بودن سوسیالیست است. 
ایدئولوژی کلیدی از زمان تأسیس این جمهوری، مارکسیسم - لنینیسم بوده‌است، اما از آغاز جهت‌گیری به سوی اقتصاد مختلط در اواخر دهه ۱۹۸۰ و ۱۹۹۰، مشروعیت ایدئولوژیک و اخلاقی انحصاری خود را از دست داده‌است.  مارکسیسم-لنینیسم، که یک ایدئولوژی طبقاتی است، به دلیل وجود اقتصاد مختلط، مشروعیت خود را از دست داد. همان‌طور که به دلیل اصلاحات دوی مای آشکار شد، حزب نمی‌تواند حکومت خود را بر دفاع از کارگران و دهقانان که به‌طور رسمی «اتحاد دهقانی طبقه کارگر» نامیده می‌شد، پایه‌گذاری کند.  در قانون اساسی معرفی شده در ۱۹۹۲، دولت نماینده «کارگران، دهقانان و روشنفکران» بود.  در سالهای اخیر، حزب نمایندگی یک طبقه خاص را متوقف کرده‌است، اما در عوض «منافع کل مردم»، که شامل کارآفرینان می‌شود را نمایندگی می‌کند.  آخرین مانع طبقاتی در سال ۲۰۰۲ برداشته شد، هنگامی که اعضای حزب اجازه فعالیت خصوصی یافتند. در مواجهه با کم کردن تأکید بر نقش مارکسیسم-لنینیسم، این حزب ایدئولوژی وسیع تری به دست آورده‌است و بر ناسیونالیسم، توسعه گرایی و محافظ   سنت شدن تأکید بیشتری کرده‌است. 

### آخرین انتخابات ریاست جمهوری
| Vietnamese presidential election, 2011 |     |        |
| انتخاب                                 | آرا | %      |
| آری                                    | 488 | 97.6   |
| خیر                                    | 12  | 2.4    |
| مجموع آرا                              | ۵۰۰ | ۱۰۰٫۰۰ |